# Cortambert (Saône-et-Loire)
Cortambert est une commune française située dans le département de Saône-et-Loire, en région Bourgogne-Franche-Comté.

## Géographie

### Climat
Pour des articles plus généraux, voir Climat de la Bourgogne-Franche-Comté et Climat de Saône-et-Loire.
En 2010, le climat de la commune est de type climat océanique dégradé des plaines du Centre et du Nord, selon une étude du Centre national de la recherche scientifique s'appuyant sur une série de données couvrant la période 1971-2000. En 2020, Météo-France publie une typologie des climats de la France métropolitaine dans laquelle la commune est dans une zone de transition entre le climat océanique altéré et le climat océanique altéré et est dans la région climatique Bourgogne, vallée de la Saône, caractérisée par un bon ensoleillement (1 900 h/an), un été chaud (18,5 °C), un air sec au printemps et en été et des vents faibles.
Pour la période 1971-2000, la température annuelle moyenne est de 10,7 °C, avec une amplitude thermique annuelle de 17,5 °C. Le cumul annuel moyen de précipitations est de 928 mm, avec 12 jours de précipitations en janvier et 7,2 jours en juillet. Pour la période 1991-2020, la température moyenne annuelle observée sur la station météorologique de Météo-France la plus proche, « Jalogny_sapc », sur la commune de Jalogny à 9 km à vol d'oiseau, est de 11,2 °C et le cumul annuel moyen de précipitations est de 873,4 mm. 
La température maximale relevée sur cette station est de 39,6 °C, atteinte le 12 août 2003 ; la température minimale est de −21,6 °C, atteinte le 17 janvier 1985,,.
Les paramètres climatiques de la commune ont été estimés pour le milieu du siècle (2041-2070) selon différents scénarios d'émission de gaz à effet de serre à partir des nouvelles projections climatiques de référence DRIAS-2020. Ils sont consultables sur un site dédié publié par Météo-France en novembre 2022.

## Urbanisme

### Typologie
Au 1er janvier 2024, Cortambert est catégorisée commune rurale à habitat très dispersé, selon la nouvelle grille communale de densité à sept niveaux définie par l'Insee en 2022.
Elle est située hors unité urbaine et hors attraction des villes,.

### Occupation des sols
L'occupation des sols de la commune, telle qu'elle ressort de la base de données européenne d’occupation biophysique des sols Corine Land Cover (CLC), est marquée par l'importance des territoires agricoles (62,2 % en 2018), une proportion sensiblement équivalente à celle de 1990 (62 %). La répartition détaillée en 2018 est la suivante : prairies (53,5 %), forêts (36,1 %), zones agricoles hétérogènes (8,1 %), milieux à végétation arbustive et/ou herbacée (1,7 %), terres arables (0,6 %). L'évolution de l’occupation des sols de la commune et de ses infrastructures peut être observée sur les différentes représentations cartographiques du territoire : la carte de Cassini (XVIIIe siècle), la carte d'état-major (1820-1866) et les cartes ou photos aériennes de l'IGN pour la période actuelle (1950 à aujourd'hui).

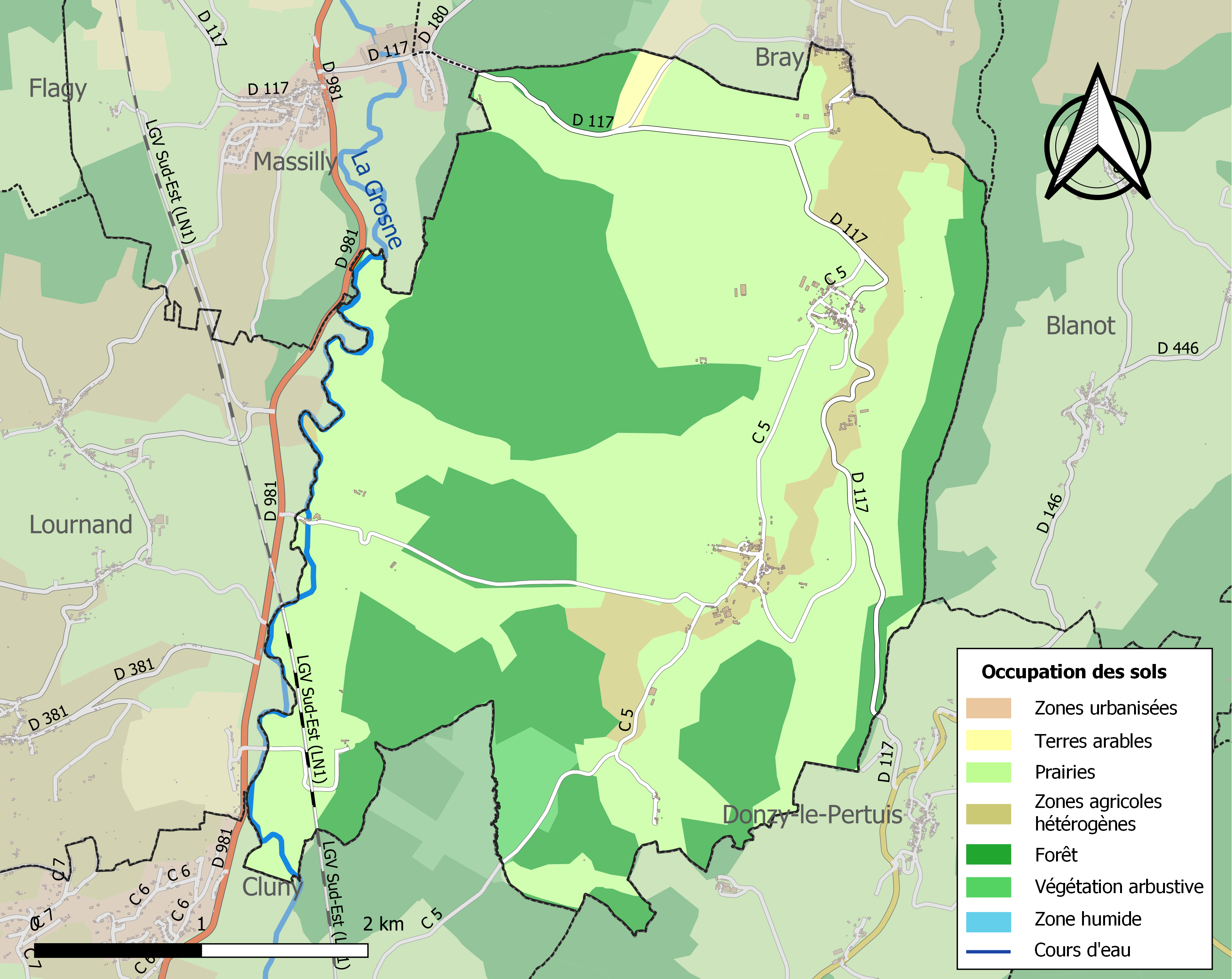
Carte des infrastructures et de l'occupation des sols de la commune en 2018 (CLC).

## Toponymie
- Cortambert : du bas-latin cortem suivi d'un nom de personne germanique Ambert[15].
- Varange : Vuaringo (935), Varengo (938), Varanges (1261)[15].
- Toury : hameau partagé le long de la rue Johé-Gormand : Toury-Cortambert (partie sud, sud-est) et Toury-Bray (partie nord).

## Politique et administration

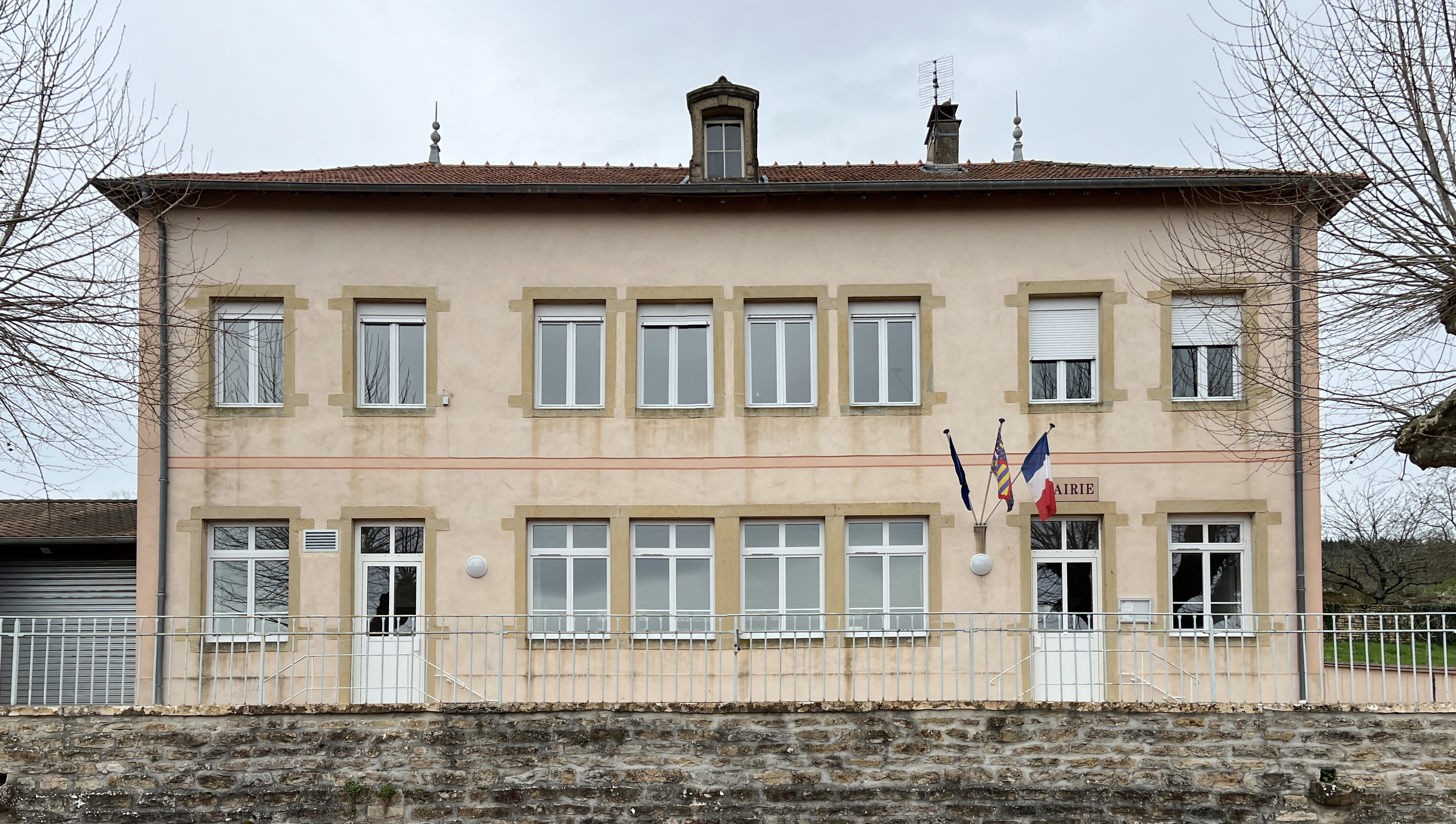
Mairie.

| Période                                  | Période   | Identité           | Étiquette | Qualité |
| ---------------------------------------- | --------- | ------------------ | --------- | ------- |
| mars 1977                                | mars 2008 | René Alamagny      | PCF       |         |
| mars 2008                                | 2020      | Pierre-Jean Bardin | SE        |         |
| 2020                                     | en cours  | Guy Poncet         |           |         |
| Les données manquantes sont à compléter. |           |                    |           |         |

## Démographie
L'évolution du nombre d'habitants est connue à travers les recensements de la population effectués dans la commune depuis 1793. Pour les communes de moins de 10 000 habitants, une enquête de recensement portant sur toute la population est réalisée tous les cinq ans, les populations de référence des années intermédiaires étant quant à elles estimées par interpolation ou extrapolation. Pour la commune, le premier recensement exhaustif entrant dans le cadre du nouveau dispositif a été réalisé en 2006.

En 2022, la commune comptait 271 habitants, en évolution de +15,81 % par rapport à 2016 (Saône-et-Loire : −1,06 %, France hors Mayotte : +2,11 %).
| 1793 | 1800 | 1806 | 1821 | 1831 | 1836 | 1841 | 1846 | 1851 |
| ---- | ---- | ---- | ---- | ---- | ---- | ---- | ---- | ---- |
| 633  | 625  | 609  | 557  | 602  | 563  | 573  | 567  | 567  |

| 1856 | 1861 | 1866 | 1872 | 1876 | 1881 | 1886 | 1891 | 1896 |
| ---- | ---- | ---- | ---- | ---- | ---- | ---- | ---- | ---- |
| 531  | 508  | 501  | 495  | 464  | 481  | 461  | 458  | 460  |

| 1901 | 1906 | 1911 | 1921 | 1926 | 1931 | 1936 | 1946 | 1954 |
| ---- | ---- | ---- | ---- | ---- | ---- | ---- | ---- | ---- |
| 416  | 452  | 419  | 383  | 335  | 318  | 314  | 292  | 274  |

| 1962 | 1968 | 1975 | 1982 | 1990 | 1999 | 2006 | 2011 | 2016 |
| ---- | ---- | ---- | ---- | ---- | ---- | ---- | ---- | ---- |
| 250  | 240  | 230  | 191  | 180  | 201  | 203  | 218  | 234  |

| 2021 | 2022 | - | - | - | - | - | - | - |
| ---- | ---- | - | - | - | - | - | - | - |
| 258  | 271  | - | - | - | - | - | - | - |

## Culture locale et patrimoine

### Lieux et monuments
Sont à voir à Cortambert :

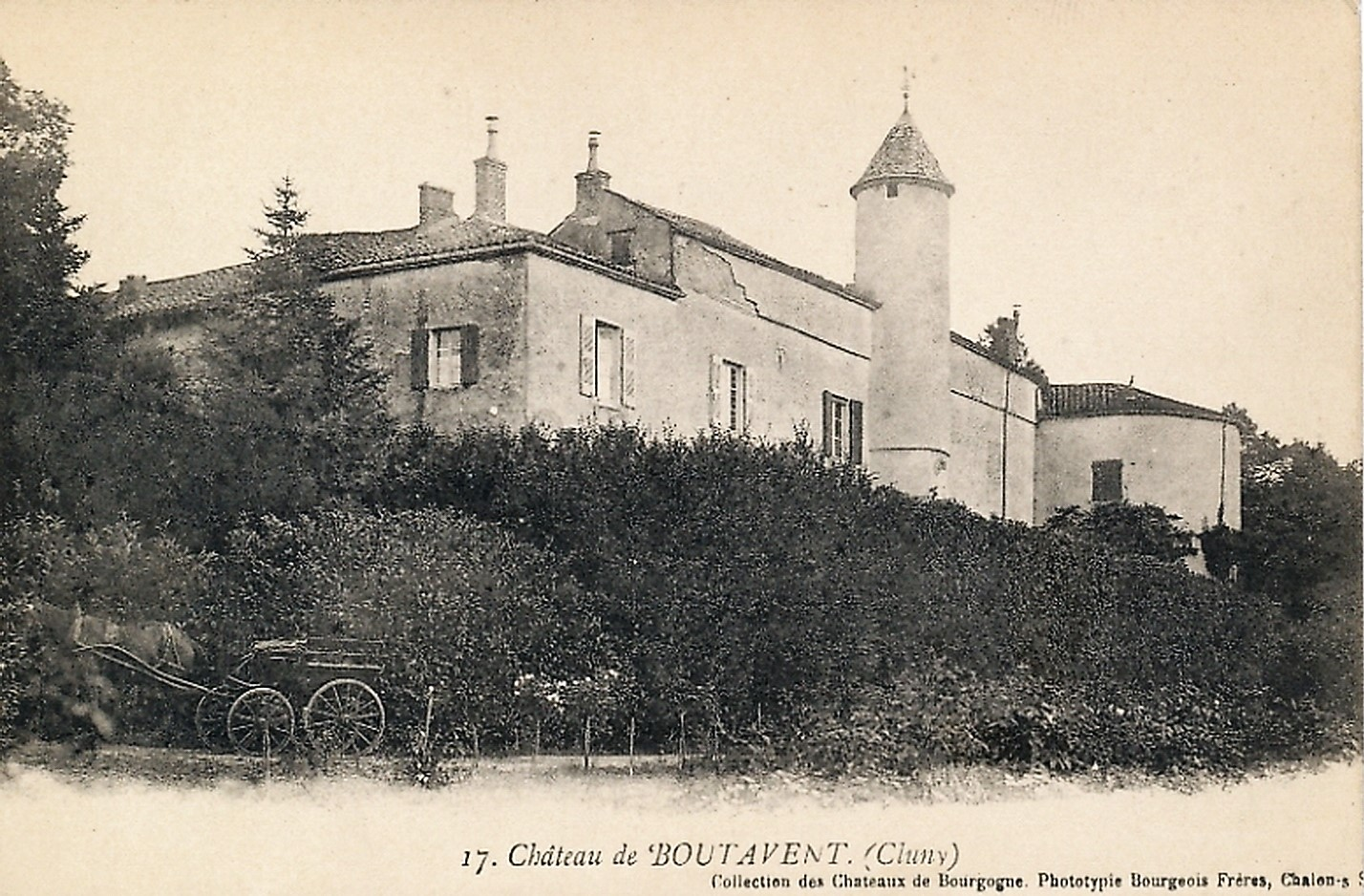
Vue ancienne du château de Boutavant.

- Le château de Boutavant L'orthographe la plus conforme concernant ce lieu est Boutavent[20], c'est ainsi que ce lieu est nommé pour la première fois dans le document le plus ancien le concernant, à savoir l'acte de vente par Jocerand III, sire de Brancion, à l'abbaye de Cluny, en mars 1237. C'est d'ailleurs sous cette orthographe qu'il apparaît dans les cartes de Cassini (géographes sur trois générations à partir de Louis XIV). Forteresse strictement militaire des sires de Brancion, première puissance de Bourgogne, après le duc, les sires de Brancion s'appropriaient, manu militari, autant qu'ils le pouvaient, les richesses qui passaient dans la vallée pour rejoindre la très proche abbaye de Cluny. Doyenné de Cluny jusqu'à la Révolution, Boutavent ne mérite pas l'appellation de château, mais sa structure imposante et surtout sa position exceptionnelle font le charme de cette demeure somme toute très austère.
- L'église paroissiale[21], sous le vocable de saint Maurice, construite à la veille de la Révolution, de 1784 à 1788, et à ce titre exemple rare d’église du XVIIIe du diocèse d'Autun. Située sur la route départementale qui traverse le bourg, elle est construite en remplacement d’une ancienne église, trop petite. Le clocher est rehaussé en 1854. La sacristie est construite en 1881. L’église est à nef unique et compte quatre travées. Elle comporte une chapelle rectangulaire, ouverte au nord, sur la troisième travée[22].
- À l'est du village, sur la ligne de crête, à la frontière avec la commune de Donzy-le-Pertuis, a été installée, sur un haut piédestal, une statue en pied de la Vierge Marie, statue appelée localement « Notre-Dame des Roches ».

Cortambert est le point de départ de l'un des 17 circuits de randonnée balisés mis en place en 2022-2023 (sur 58 communes de Saône-et-Loire) par plusieurs intercommunalités au sein du territoire du Massif Sud Bourgogne, intitulé Boucle sud (18,5 kilomètres, 320 mètres de dénivelé, départ dans le bourg).

### Personnalités liées à la commune
- Laurent Diochon : artiste-musicien lié à l'Imperial Kikiristan, SopaLoca, The Bermudaz, etc.

## Pour approfondir